# Джоно Бекон
Джоно Бекон (англ. Jono Bacon; * 17 вересня 1979) — письменник, розробник програмного забезпечення, а також музикант. Народився 17 вересня 1979 року у Великій Британії.
На 4 вересня 2006 року відомо, що він працює на Canonical як менеджер співтовариства Ubuntu.

## Музика
Джоно грає в метал-гурті Seraphidian як вокаліст та ритм-гітарист. На його сайті можна знайти велику кількість пісень, записаних поза гуртом — в том числі дуже відому «важчу» (more metal) версію пісні Free Software Song, написану Річардом Мет'ю Столманом.

## Програмне забезпечення
Бекону довелося використовувати пропрієтарний звуковий редактор Cubase для запису свого подкаста LugRadio. І тому він вирішив написати власний вільний аудіоредактор — Jokosher.

## Виноски
1. ↑  Архівована копія. Архів оригіналу за 1 грудня 2006. Процитовано 24 лютого 2009.{{cite web}}:  Обслуговування CS1: Сторінки з текстом «archived copy» як значення параметру title (посилання)
2. ↑  Архівована копія. Архів оригіналу за 25 листопада 2007. Процитовано 24 лютого 2009.{{cite web}}:  Обслуговування CS1: Сторінки з текстом «archived copy» як значення параметру title (посилання)
3. ↑  Архівована копія. Архів оригіналу за 20 лютого 2009. Процитовано 24 лютого 2009.{{cite web}}:  Обслуговування CS1: Сторінки з текстом «archived copy» як значення параметру title (посилання)